# Willys Aero
Willys Aero är en personbil, tillverkad av den amerikanska biltillverkaren Willys-Overland mellan 1952 och 1955. Senare tillverkades den av det brasilianska dotterbolaget Willys Overland do Brasil mellan 1960 och 1972.
Enligt märkesexperter såldes 65 exemplar i Sverige.

## USA
Efter andra världskriget hade Willys-Overland koncentrerat sig på att tillverka civiliserade versioner av Jeepen. Först 1952 presenterade Willys en ny personbil. Willys Aero hade en kompakt självbärande kaross. Den sexcylindriga motorn fanns i två utföranden: med gammaldags sidventiler eller med en något modernare F-topp. För export tillverkades ett litet antal bilar med fyrcylindrig motor. Willys erbjöd även en automatlåda inköpt från General Motors. Försäljningen gick ganska bra, trots att priset låg på samma nivå som en större Ford eller Chevrolet.
1954 fick bilen ny framvagnsupphängning för bättre vägegenskaper. Samma år köptes Willys-Overland upp av Kaiser. Det resulterade i att Aeron även såldes med den större 226 cui motorn från Kaiser. 1955 uppdaterades bilens formgivning. Samtidigt försvann namnet Aero. Det blev även sista årsmodellen sedan Kaiser-Willys beslutat lägga ned sin personbilstillverkning i USA och flytta den till Sydamerika.

## Brasilien

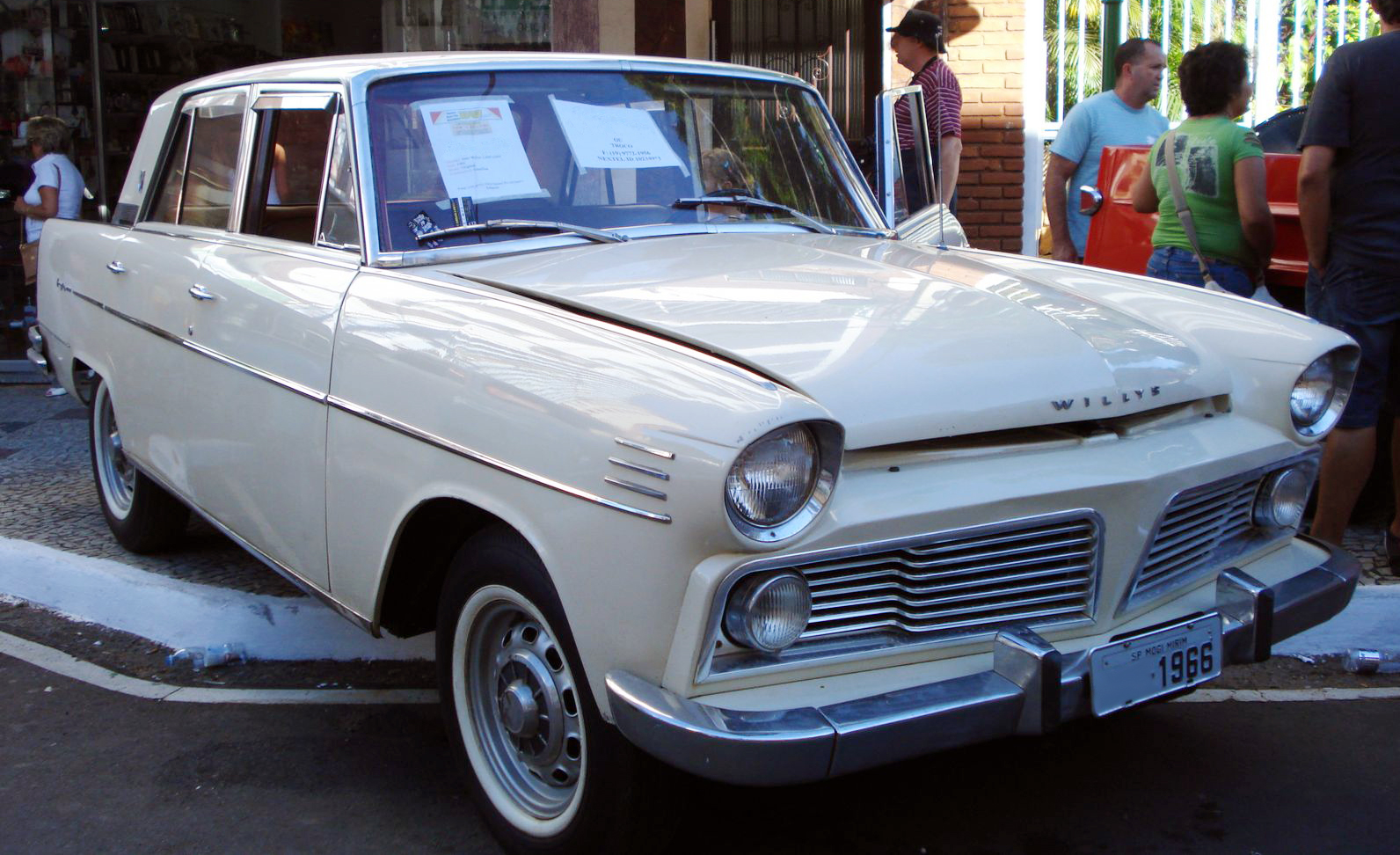
Aero-Willys 1966

Produktionsapparaten flyttades till São Paulo där tillverkningen av den ursprungliga Aeron startade igen 1960 under namnet Aero-Willys. 1962 fick bilen en modernare kaross, ritad av industridesignern Brooks Stevens. Den såldes även med en starkare tvåförgasarmotor. 1967 köpte Ford upp Willys Overland do Brasil och de sista åren såldes bilen under Ford-namnet, innan den ersattes av Ford Maverick 1972.

## Motorer
| Modell      | Motor                 | Cylindervolym | Effekt     | Bränslesystem    |
| ----------- | --------------------- | ------------- | ---------- | ---------------- |
| 475         | 4-cyl radmotor F-topp | 2199 cm³      | 72 hk      | Enkel förgasare  |
| 675         | 6-cyl radmotor sv     | 2638 cm³      | 75 hk      | Enkel förgasare  |
| 685         | 6-cyl radmotor F-topp | 2638 cm³      | 90 hk      | Enkel förgasare  |
| 226         | 6-cyl radmotor sv     | 3703 cm³      | 115 hk     | Enkel förgasare  |
| Aero-Willys | 6-cyl radmotor F-topp | 2638 cm³      | 90 hk      | Enkel förgasare  |
| Aero-Willys | 6-cyl radmotor F-topp | 2638 cm³      | 110-132 hk | Dubbla förgasare |